# Padjelantaleden

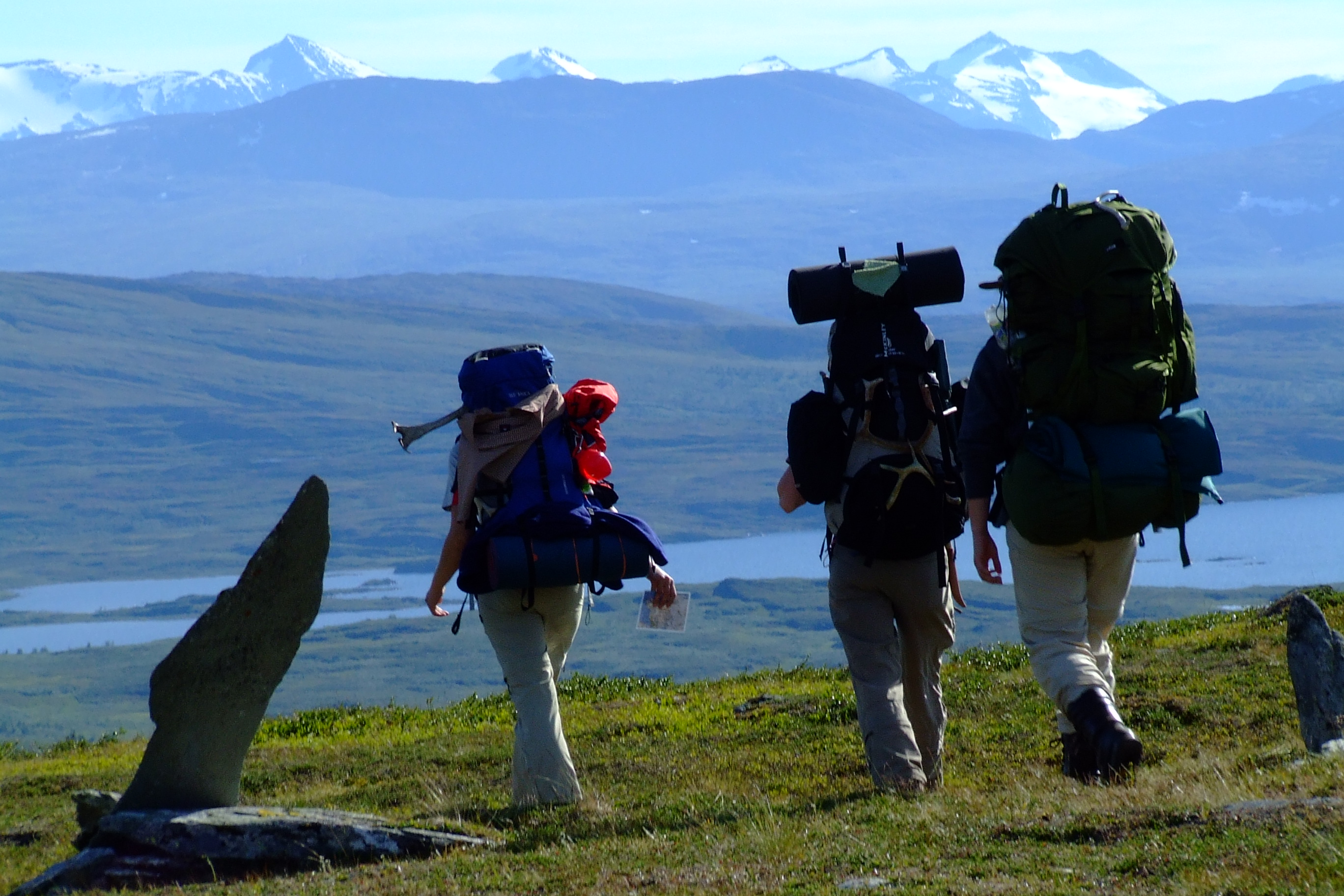

De Padjelantaleden is een langeafstandswandelpad in Zweden. Het bewegwijzerde pad is ongeveer 137 kilometer lang en loopt van Kvikkjokk naar Ritsem loopt. 
De wandelroute loopt door Nationaal park Padjelanta en Nationaal park Sarek in Zweeds Lapland.